# Balete (Batangas)
Balete ist eine philippinische Stadtgemeinde in der Provinz Batangas. Sie hat 22.661 Einwohner (Zensus 1. August 2015).
Balete ist bekannt für den Panoramablick auf den Taal-See und Taal-Vulkan.

## Baranggays
Balete ist administrativ in 13 Baranggays unterteilt:
- Alangilan
- Calawit
- Looc
- Magapi
- Makina
- Malabanan
- Paligawan
- Palsara
- Poblacion
- Sala
- Sampalocan
- Solis
- San Sebastian